# Vila-roja (Costoja)

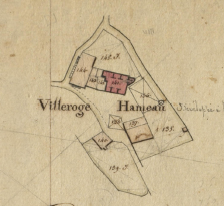
Vila-roja en el Cadastre napoleònic del 1812 (Arxius Departamentals dels Pirineus Orientals)

Vila-roja (Villeroge en francès) és un llogaret de la comuna nord-catalana de Costoja (Vallespir). Està situat a 850 m d'altitud, a l'oest del terme municipal, al vessant nord del coll de Vila-roja que uneix la vall de Sant Llorenç de Cerdans amb la vall empordanesa de la Muga. Fa la festa major per Sant Miquel i la celebra el darrer diumenge de setembre amb una missa, una ballada de sardanes i alguna altra activitat folklòrica.

## Geografia
|            | Sant Llorenç de Cerdans |         |
| Serralonga |                         | Costoja |
|            | Albanyà (Alt Empordà)   |         |

## Toponímia
936 : Villa Rubia (mas o granja roig).
El nom oficial francès del poble és Villeroge.

## Història
Vila roja, Villa rubia o Vila Rubio, és esmentat per primera vegada al 936 en una relació de propietats del senyor de Cabrenç. Posteriorment, consta que el 7 de febrer del 1368 Guillem Galceran de Rocabertí, senyor de Cabrenç, vengué Vila-roja, els seus terrenys i el dret a fer-hi justícia, a Pere Domènech, negociant de Prats de Molló. L'antic municipi independent va ser incorporat a Costoja entre 1790 i 1794, en els processos de concentració municipal de resultes de la Revolució Francesa.

## Demografia
Població : f = focs, h = habitants
| 1720 | 1730 | 1767 | 1774 | 1789 | 1790  | 1794 |
| ---- | ---- | ---- | ---- | ---- | ----- | ---- |
| 8 f  | 12 f | 60 h | 30 f | 27 f | 171 h | 4 f  |

## Sant Miquel de Vila-roja

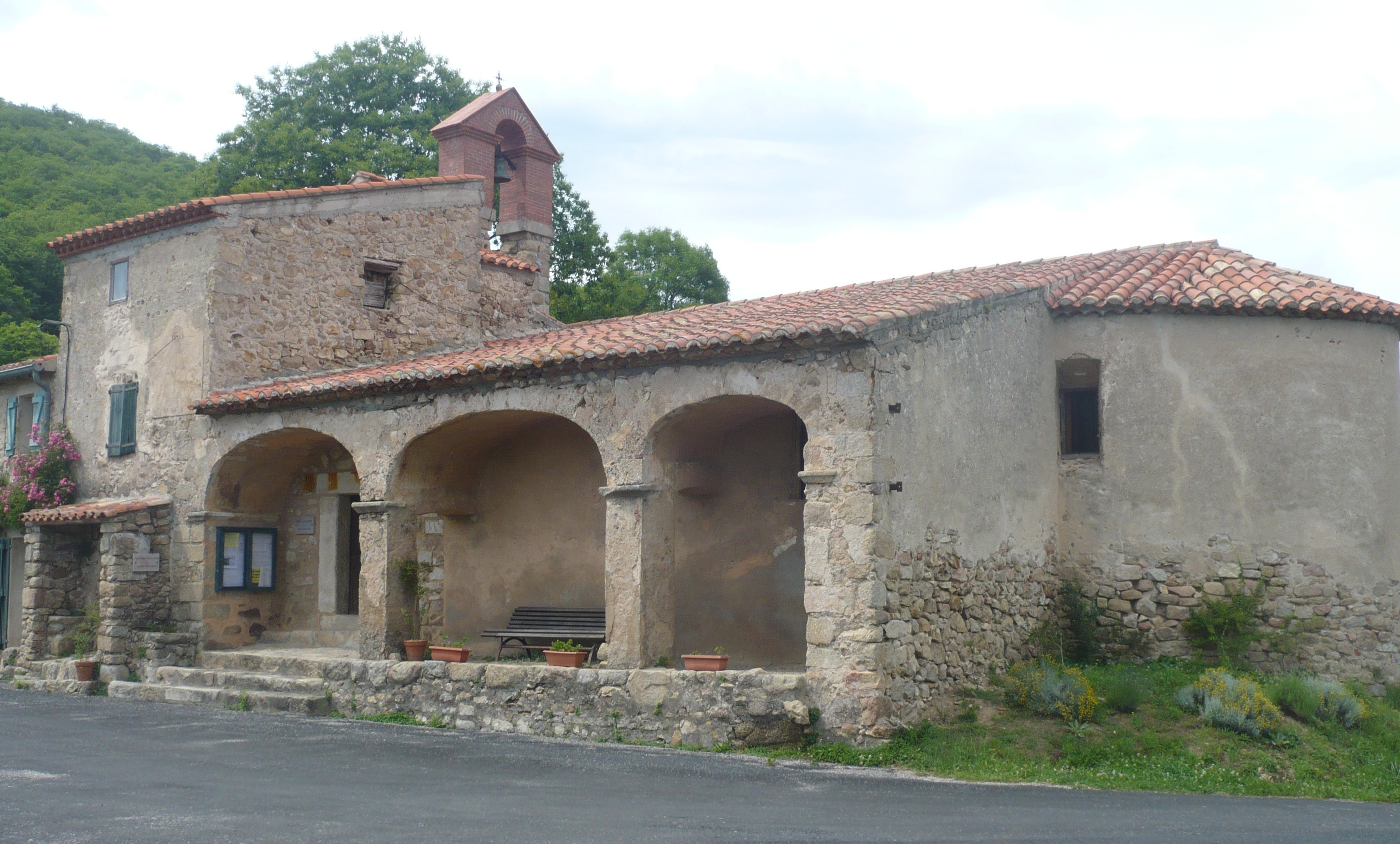
Sant Miquel de Vila-roja

La primitiva església romànica de Sant Miquel, esmentada al segle xiv, va ser notablement transformada el 1686 quan se li afegí una nau secundària al sud i un porxo a l'entrada. De l'església primitiva en romangué una finestra doble orientada al nord; menys sort va tenir la de l'absis (aquest, semicircular i amb volta de quart d'esfera), que va desaparèixer. El rellotge de sol de la façana veïna de la capella duu la inscripció Pede poena claudo ("el càstig al peu coix"), d'Horaci, que sembla al·ludir a les dites catalanes Déu és gran, paga sens mai dir quan o Déu té un bastó que pega i no fa remor.